# Rory Fallon
Rory Fallon, novozelandski nogometaš in trener maorskih , angleških ter irskih korenin, * 20. marec 1982, Gisborne, Nova Zelandija.
Fallon je nekdanji nogometaš, ki je igral na poziciji napadalca. 

## Reprezentančni goli
| # | Datum             | Nasprotnik | Končni izid | Razplet? | Tekmovanje                       |
| 1 | 9. september 2009 | Jordanija  | 1–3         | zmaga    | Prijateljska tekma               |
| 2 | 14. november 2009 | Bahrajn    | 1–0         | zmaga    | Dodatne kvalifikacije za SP 2010 |
| 3 | 4. junij 2010     | Slovenija  | 3–1         | poraz    | Prijateljska tekma               |
| 4 | 20. november 2013 | Mehika     | 2–4         | poraz    | Dodatne kvalifikacije za SP 2014 |